# Siphonorhis daiquiri
El chotacabras cubano (Siphonorhis daiquiri) es una especie extinta de ave caprimulgiforme de la familia Caprimulgidae endémica de Cuba. Fue descrito en 1985 por Storrs Olson a partir de material subfósil que recolectó en una cueva de un monte cercano al pueblo de Daiquirí, a unos 20 km al este de Santiago de Cuba. El nombre científico hace referencia a esta localidad del tipo de la especie.
La especie tiene un tamaño intermedio entre sus dos congéneres conocidos, siendo más grande que el chotacabras torico (S. brewsteri) y más pequeño que el chotacabas jamaicano (S. americana). Olson supuso que los depósitos de la cueva del chotacabras y el resto de fauna contemporánea eran producto de la depredación de alguna lechuza y los dató en el  Holoceno. A causa de la naturaleza esquiva de los chotacabras, Olson consideró posible que la especie pudiera no estar extinta, pero no se ha podido confirmar ningún indicio de aves supervivientes.